# Leidrade

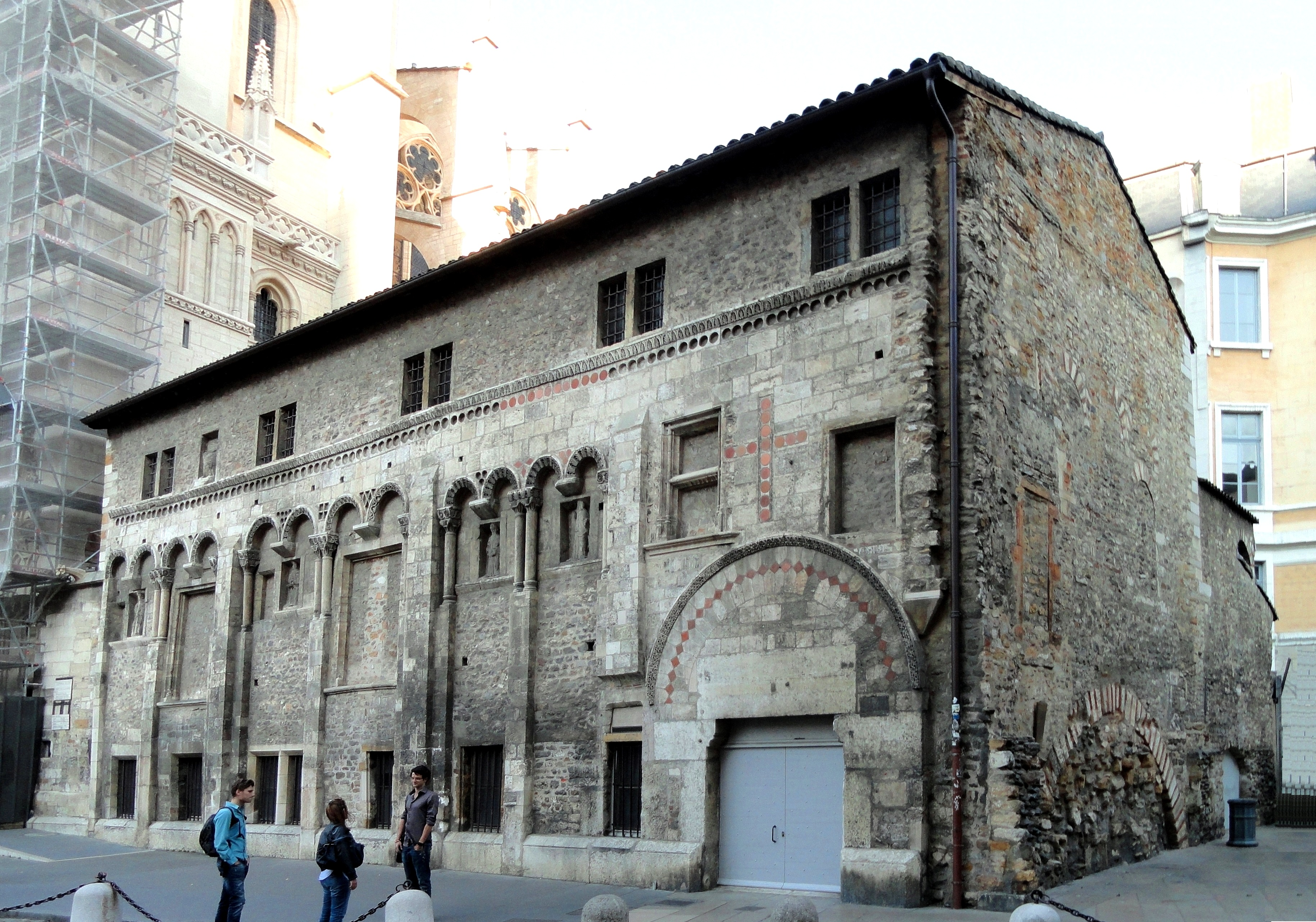
Manécanterie attenante à la cathédrale Saint-Jean de Lyon. Construit par Leidrade, cet édifice était originellement la demeure des chanoines de Saint-Jean.

Leidrade (en latin Laidradus ou Leidradus, ou, selon son autographe, Leidrat), né vers 743-745 dans la région de Nuremberg, dans l'ancien Norique, et mort un 28 décembre, en 821 ou peu après, à l'abbaye Saint-Médard de Soissons, est un lettré et homme d'Église du temps de Charlemagne, essentiellement connu pour avoir été évêque de Lyon (de 798-799 à 816).

## Biographie

### Origines, formation et débuts dans la carrière ecclésiastique
Leidrade naît dans l'ancien Norique, ou plus exactement en Bavière, dans la région de Nuremberg, à une date mal connue, vraisemblablement vers 743 ou 745. Il est certainement issu d'une famille aristocratique. Sa formation intellectuelle s'effectue à l'école épiscopale de Freising, à l'époque où un scriptorium appelé à un ample développement se constitue en ce lieu. Le jeune Leidrade devient diacre de cette église de Freising vers la fin des années 760 ou au début des années 770. À une date indéterminée, probablement aux alentours de 780, il est appelé à la cour de Charlemagne et figure dès lors parmi les lettrés dont le roi aime à s'entourer. Il est attaché après 782 à l'école du Palais, où il devient le disciple préféré d'Alcuin et peut-être le bibliothécaire de Charlemagne. Sa désignation comme doyen du chapitre de Zurich et son séjour dans cette ville pendant 11 ans, relèvent d'une tradition dépourvue d'autorité.

### Son activité demissus dominicus(797-799)
En 797-798, Leidrade est envoyé par Charlemagne comme missus dominicus en compagnie de Théodulf d'abord en Septimanie, puis en Espagne, pour citer l'évêque Félix d'Urgell, accusé d'adoptianisme. Il entre alors en rapport avec Benoît d'Aniane et avec Nimfridius, abbé de Lagrasse et futur archevêque de Narbonne. Leidrade s'acquitte de sa mission avec zèle et acquiert ainsi une stature éminente : il envoie en effet Félix s'expliquer au concile d'Aix-la-Chapelle en 799 (et non 800), et il s'occupe lui-même, dans l'évêché d'Urgel, de corriger les fautes du pasteur incriminé. Durant cette seconde phase de sa mission (automne 799), Leidrade ne parvient pas à faire céder Élipand de Tolède, l'autre évêque adoptianiste, mais il réussit en revanche, selon le témoignage d'une lettre d'Alcuin, à ramener à l'orthodoxie vingt mille ouailles de Félix.

### Son épiscopat lyonnais (798/799-816)
À la même époque, en 798, Adon, évêque de Lyon, meurt. Charlemagne nomme alors à sa succession Leidrade, qui est bientôt élu à l'unanimité par le clergé et le peuple. Le Bavarois ne prend véritablement les rênes de l'évêché de Lyon qu'après sa mission en Septimanie et peut-être même après son retour d'Espagne seulement, c'est-à-dire à la fin de l'an 799.
Dès son arrivée dans le diocèse de Lyon, le nouvel évêque institue des écoles de lecteurs et des écoles de chantres (conformément à l'admonitio generalis). Il fonde également un foyer d'études bibliques où l'exégèse origénienne est à l'honneur et que fréquente l'Espagnol Claude, futur évêque de Turin, auquel Leidrade garde son estime toute sa vie, malgré les prises de position controversées de son ancien disciple relativement au culte des images. En outre, Leidrade veille à l'uniformisation et la réforme des pratiques religieuses aux dépens des traditions locales (aidé notamment par un chanoine messin, disciple de Chrodegang de Metz). Simultanément, il contribue à la diffusion de textes sûrs, en formant à la copie manuscrite une équipe de clercs comprenant des Hispani (immigrés venus d'Espagne après la seconde mission antiadoptianiste de 799) ; ce groupe constitue sous sa direction un scriptorium actif. Pour s'aider dans sa tâche pastorale, il crée la fonction de chorévêque (chorepiscopus), tenue par deux personnes qui représentent son autorité dans les campagnes du diocèse.
Leidrade se lance également dans un ambitieux programme de restauration des divers établissements religieux de Lyon (et des environs comme à l'île Barbe et Saint-Rambert-en-Bugey). Il rebâtit les églises de Saint-Nizier, Sainte-Marie, Saint-Paul, Saint-Georges et l'abbaye de Saint-Pierre-les-Nonnains de Lyon recevant des moniales. Le complexe épiscopal est l'objet de sa plus grande sollicitude. Il fait remettre à neuf Saint-Jean-Baptiste, répare le toit de Saint-Étienne, restaure les maisons épiscopales, construit un cloître pour les clercs et leur impose le vie commune. En une dizaine d'années, Leidrade efface les traces des dévastations du siècle précédent. 
Il lutta aussi beaucoup contre les spoliations des biens de l'Église par les laïcs, sans grands résultats.
Appelé à Aix-la-Chapelle en 811, il est, au début de cette même année, l'un des trente témoins (11 évêques, 4 abbés et 15 comtes) signataires du testament de Charlemagne.

### Sa retraite et sa mort
En 813, alors que ses ennuis de santé s'aggravent, Leidrade fait d'Agobard (qu'il a remarqué et qu'il a ordonné prêtre en 804) son coadjuteur. Bientôt, il renonce définitivement à ses fonctions épiscopales. En effet, peu après la mort de l'Empereur (survenue le 28 janvier 814), Leidrade, fatigué, décide de se démettre de sa charge et de se retirer au monastère de Saint-Médard de Soissons. Au mépris de la législation canonique, qui ne permettait pas qu'un évêque fût désigné du vivant de son prédécesseur, il choisit pour lui succéder son fidèle chorévêque Agobard, qu'il semble bien avoir fait alors consacrer par trois évêques, dont probablement Barnard de Vienne. Cette procédure irrégulière souleva des protestations, et il s'ensuivit une longue crise qui aboutit, pour trancher la question, à la tenue d'un synode à Aix-la-Chapelle en août 816 : les évêques présents, sans doute encouragés dans ce sens par le nouvel empereur Louis le Pieux, ratifièrent la désignation d'Agobard, lequel se fit aussitôt introniser dans son siège lyonnais. Leidrade put enfin jouir d'un repos bien mérité à l'abbaye de Saint-Médard de Soissons, où il mourut un 28 décembre, non pas en 816 ou en 817, comme on le lit souvent, mais en 821 au plus tôt, puisque de cette année-là est datée une lettre de l'abbé Théodemir (Theutmirus) de Psalmodi à Claude de Turin dans laquelle il est mentionné comme étant encore en vie.

### Écrits
Essentiellement homme d'action et pasteur diligent, Leidrade écrivit peu, comme il le reconnaît lui-même dans une épître dédicatoire où il remercie Charlemagne, qui lui a commandé un traité sur le baptême, de l'avoir ainsi « tiré de sa torpeur intellectuelle ». Il reste de lui deux lettres (si l'on ne compte pas les deux épîtres dédicatoires), l'une à l'Empereur, l'autre à sa propre sœur, et deux traités, ayant l'un et l'autre Charlemagne pour commanditaire et pour destinataire. La première lettre, adressée à l'Empereur entre 809 et 812 selon les uns, en 813 ou 814 selon Dümmler, est une sorte de compte rendu, ou de bilan, de son activité épiscopale ; elle comporte de précieux renseignements sur l'Église de Lyon, son organisation et ses édifices en ce début du IXe siècle. La seconde lettre est une épître consolatoire adressée à sa sœur qui vient de perdre successivement son fils et son frère ; de date incertaine (entre 798 et 816 selon Dümmler), elle exploite la topique de la consolatio latine chrétienne mais n'en est pas moins touchante par ses accents de sincérité. Les deux traités rédigés par Leidrade pour Charlemagne portent sur le baptême. Le plus long (divisé en onze chapitres) s'intitule De sacramento baptismi : il explique la signification du baptême, en donne la typologie scripturaire et fait l'exégèse de ses rites. Il y fait d'importants emprunts au De baptismo de Tertullien. Le second traité, plus bref et divisé en vingt-six paragraphes, s'intitule De abrenuntiatione diaboli : il complète le premier pour répondre à la curiosité de l'empereur touchant le rite baptismal du renoncement au diable et à sa « pompe ».